# Кобилянський Вадим Петрович
Вадим Петрович Кобилянський (25 січня 1961) — радянський український легкоатлет, спеціаліст зі стрибків у довжину та потрійних стрибків. Виступав на всесоюзному рівні у 1980-х роках, багаторазовий переможець першостей всесоюзного та республіканського значення, призер міжнародних турнірів. Представляв Харків та Харківську область, спортивне товариство «Спартак» та Збройні сили.

## Біографія
Вадим Кобилянський народився 25 січня 1961 року. Займався легкою атлетикою у Харкові, виступав за Українську РСР, добровільне спортивне товариство «Спартак» та Збройні сили.
Вперше заявив про себе у сезоні 1981 року, коли у потрійному стрибку здобув перемогу на змаганнях у Полтаві.
1982 року в тій же дисципліні з особистим рекордом (і рекордом Української РСР) 17,03 переміг на турнірі у Києві.
1983 року в потрійних стрибках став срібним призером на всесоюзних змаганнях у Краснодарі, у стрибках у довжину перевершив усіх суперників на турнірі в Запоріжжі та літній Спартакіаді УРСР.
1984 року у стрибках у довжину взяв бронзу на чемпіонаті Української РСР у приміщенні в Києві та на міжнародному турнірі в Донецьку, завоював срібну нагороду на чемпіонаті СРСР у Донецьку, встановивши при цьому особистий рекорд — 8,28 метра.
У 1985 році посів п'яте місце на зимовому чемпіонаті СРСР у Кишиневі, переміг на турнірах у Донецьку та Алма-Аті.
У 1986 році з особистим рекордом у приміщенні 8,07 виграв чемпіонат Української РСР у Києві, був найкращим на турнірі у Полтаві, став срібним на чемпіонаті СРСР у Києві.
У 1987 році взяв бронзу на всесоюзних змаганнях у Цахкадзорі та на чемпіонаті СРСР у Брянську, отримав срібло на турнірі у Житомирі.
1988 року в потрійних стрибках показав восьмий результат на міжнародному турнірі в Сан-Паулу, у стрибках у довжину виграв бронзову медаль на всесоюзних змаганнях у Баку.
У липні 1990 року у стрибках у довжину завоював срібну нагороду на чемпіонаті Української РСР у Луганську.